# Wymiarki (Kruszewiec)
Wymiarki (niem. Charlottenberg) – przysiółek wsi Kruszewiec w Polsce, położony w województwie warmińsko-mazurskim, w powiecie kętrzyńskim, w gminie Kętrzyn. Wchodzi w skład sołectwa Stara Różanka.
W latach 1975–1998 przysiółek administracyjnie należał do województwa olsztyńskiego.